# Municipio de Bijelo Polje
El Municipio de Bijelo Polje (en serbio: Бијело Поље) es uno de los veintitrés municipios en los que se encuentra dividida la República de Montenegro. Su capital y ciudad más importante es la localidad de Bijelo Polje.

## Geografía
El municipio se encuentra situado en la zona norte de la República de Montenegro, en la región de Sandžak, limita al norte con Serbia, al sur con el Municipio de Mojkovac, al este con el Municipio de Berane y al oeste con el Municipio de Pljevlja.

## Demografía
Según el censo realizado en el año 2011 la población del municipio asciende a 46.051 personas de las que 15.400 habitan en la ciudad de Bijelo Polje que se sitúa así como la más poblada, le sigue de lejos la localidad de Resnik que cuenta con 2.739 habitantes.